# Episodi de Il giovane ispettore Morse (nona stagione)
La nona stagione della serie televisiva de Il giovane ispettore Morse, composta da 3 episodi, è stata trasmessa sul canale inglese ITV dal 26 febbraio al 12 marzo 2023. In Italia è stata trasmessa su Giallo dal 12 al 26 maggio 2024.
| n° | Titolo originale | Titolo italiano | Prima TV originale | Prima TV Italia |
| -- | ---------------- | --------------- | ------------------ | --------------- |
| 1  | Prelude          | Preludio        | 26 febbraio 2023   | 12 maggio 2024  |
| 2  | Uniform          | Uniforme        | 5 marzo 2023       | 19 maggio 2024  |
| 3  | Exeunt           | Exeunt          | 12 marzo 2023      | 26 maggio 2024  |

## Preludio
- Titolo originale: Prelude
- Diretto da: Shaun Evans
- Scritto da:

## Uniforme
- Titolo originale: Uniform
- Diretto da: Nirpal Bhogal
- Scritto da:

## Exeunt
- Titolo originale: Exeunt
- Diretto da: Kate Saxon
- Scritto da: